# Kevin Bridges

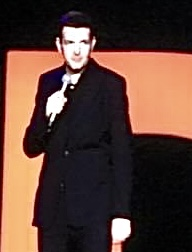
Kevin Bridges 2015 in Glasgow

Kevin Andrew Bridges (* 13. November 1986 in Clydebank) ist ein schottischer Stand-up-Comedian. Seine 2012 ausgestrahlte Fernsehserie Kevin Bridges: What's the Story? basierte auf seinen Stand-up-Programmen. Bridges spricht bei seinen Auftritten einen ausgeprägten Glasgower Dialekt, der von vielen Amerikanern und manchen Engländern nur mit Mühe verstanden wird.
Er trat in vielen Fernseh-Panelshows auf, darunter Would I Lie to You? und Have I Got News for You, und hatte Auftritte bei Live at the Apollo und Michael McIntyre's Comedy Roadshow.

## Leben
Bridges ist der Sohn von Andy und Patricia Bridges und hat einen zehn Jahre älteren Bruder, John. Er wuchs im Stadtteil Hardgate in Clydebank auf und besuchte die St Mary's Primary und die St Columba's High.
Kevin heiratete Kerry Monaghan im Jahr 2019. Im Dezember 2022 gab Bridges die Geburt seines ersten Sohnes bekannt, der im Mai desselben Jahres zur Welt kam.

## Karriere

### Stand-Up Comedy
Bridges begann auf der Bühne aufzutreten, als er kurz nach seinem 17. Lebensjahr die Schule verließ und Stand-up-Comedy-Auftritte im The Stand Comedy Club in Glasgow und später im gesamten Vereinigten Königreich absolvierte. Bridges sagte, er sei durch die Lektüre der Autobiografie von Frank Skinner inspiriert worden, es mit Stand-up zu versuchen. Mit 18 Jahren erreichte er das Finale des Channel-5-Wettbewerbs So You Think You're Funny beim Edinburgh Fringe. 2006 trat Bridges mit seiner ersten abendfüllenden Soloshow beim Glasgow International Comedy Festival auf – vor ausverkauftem Haus und unter großem Beifall der Kritiker. Von Jahr zu Jahr zog es Bridges in größere Hallen und 2007, 2008 und 2009 war das Festival in seiner Heimatstadt ausverkauft. 2008 trat er beim Edinburgh Festival Fringe auf.
Bridges trat in Michael McIntyres Comedy Roadshow bei der BBC auf, wo er im Edinburgh Playhouse auftrat. 2009 kehrte Bridges mit seiner Show „An Hour to Sing For Your Soul“ zum Edinburgh Festival Fringe zurück. Bei den Edinburgh Comedy Awards wurde er als bester Newcomer nominiert.
Im Jahr 2010 nahm Bridges an der Comedy Gala von Channel 4 teil, einer Benefiz-Show zugunsten des Great Ormond Street Children’s Hospital, die live in der O2 Arena in London aufgezeichnet wurde. Bridges gewann den Breakthrough Award bei den Chortle Awards 2010.
Seine Debüt-DVD mit dem Titel Kevin Bridges: The Story So Far... Live in Glasgow, gefilmt im Glasgower SECC, wurde am 22. November 2010 veröffentlicht.
Im Jahr 2015 ging Bridges auf seine dritte Stand-up-Tournee durch das Vereinigte Königreich, A Whole Different Story. Für die Tournee verkaufte Bridges über 500.000 Tickets für 145 Termine, darunter 16 ausverkaufte Shows im The Hydro in seiner Heimatstadt Glasgow. Während der Tournee nahm er seine dritte DVD auf, die sich über 300.000 Mal verkaufte, davon 40.000 Mal in der ersten Verkaufswoche, womit er seine Komiker-Kollegen Michael McIntyre und John Bishop übertraf.
Nach seiner 145-Nächte-Tournee im Jahr 2015 wurde Bridges von der Stand-up-Szene desillusioniert. Nach einem Gespräch mit seinem Vater beschloss er, eine Pause vom Auftreten zu nehmen. Während seiner Zeit in Spanien machte er seinen Kopf frei und wurde von der Freiheit, die er hatte, inspiriert, zum Stand-up zurückzukehren. Als Bridges aus Spanien zurückkehrte, absolvierte er einige unangekündigte Work-in-Progress-Auftritte, um sein neues Material zu testen.
Nach über einem Jahr Pause kehrte Bridges 2018 mit seiner Brand New Tour zurück, die 19 ausverkaufte Abende im The Hydro umfasste. Bridges wurde vom CEO des Scottish Event Campus mit dem „Gie it Laldy“-Award ausgezeichnet, als Anerkennung dafür, dass er sechsundvierzig Shows im SEC Centre und im The Hydro gespielt hat. Er hat außerdem mehr Tickets für den Scottish Event Campus verkauft als jeder andere Solokünstler. Seine Brand New Tour wurde zudem in einer von Ticketmaster durchgeführten Umfrage zum Ticket des Jahres in Großbritannien gewählt. Bridges ist der erste Komiker, der die jährliche Umfrage, die von Ticketmaster-Kunden durchgeführt wird, anführt.

### Fernsehauftritte
Bridges’ Fernsehkarriere begann im April 2008 auf Comedy Central UK mit einem Auftritt bei The World Stands Up. Kurz darauf trat er im Comedy Store auf (ebenfalls auf Comedy Central). Seine Auftritte in diesen Shows sowie auf Comedy-Tourneen und Festivals führten dazu, dass er am 5. Juni 2009 in der BBC One's Michael McIntyre's Comedy Roadshow seinen ersten Auftritt im Fernsehen hatte. Bridges wurde von der Kritik für seinen Auftritt gelobt. Mehr als 5 Millionen Zuschauer sahen sein Debüt, und seine gesamte 25-tägige Vorstellung beim Edinburgh Festival war innerhalb weniger Stunden ausverkauft, wobei weitere Shows hinzugefügt wurden, die ebenfalls ausverkauft waren. Bridges wurde 2009 für die Edinburgh Comedy Awards (ehemals Perrier) in der Kategorie bester Newcomer nominiert.
Seitdem war er im Fernsehen zu sehen, unter anderem in BBC One's Live at the Apollo und in einem „Best of British Special“ (Episode 7 der 8. Staffel) von 8 out of 10 Cats im Juli 2009. Er trat auch in der BBC 2 Scotland-Serie Gary: Tank Commander (Folge 6) auf. Bridges trat in der ersten Folge der neuen Serie 2010 in Rab C Nesbitt auf, im Februar 2010 in Mock the Week und zweimal in Would I Lie To You?. Er war am 28. Mai 2010 zu Gast in der BBC One-Show Friday Night with Jonathan Ross. Seit Juni 2010 ist Bridges regelmäßiger Gast bei Channel 4's Stand Up for the Week. Seine sechsteilige BBC-One-Serie Kevin Bridges: What's the Story?, begann am 8. Februar 2012. Bridges wurde gebeten, bei I'm a Celebrity...Get Me Out of Here aufzutreten, lehnte aber ab.
2014 gab BBC One drei Specials in Auftrag, die von Bridges moderiert wurden. Live At The Commonwealth, das im Glasgower Theatre Royal anlässlich der Austragung der Commonwealth Games 2014 gedreht wurde, präsentierte international bekannte Comedians aus dem Commonwealth. Live At The Referendum, das ebenfalls im Theatre Royal gedreht wurde, brachte vier der besten britischen Comedians zusammen, um ihre Ansichten zum schottischen Unabhängigkeitsreferendum 2014 darzulegen. Im dritten Special, Kevin Bridges: What's The Story – Referendum Special, ging Bridges auf die Straße, um die Meinungen der Bevölkerung in ganz Schottland und darüber hinaus zum Referendum einzuholen.

### Radio
Am 6. März 2010 nahm Bridges an der BBC 5 Live-Show Fighting Talk teil, wo er hinter Greg Brady den zweiten Platz belegte und damit der jüngste Teilnehmer der Show war (ein Rekord, der inzwischen von seinem Kollegen Jack Whitehall gebrochen wurde). Im November 2010 war er außerdem Kandidat bei der BBC Radio 4-Show The Unbelievable Truth.